# 라그나르 클라반
라그나르 클라반(에스토니아어: Ragnar Klavan, 1985년 10월 30일 ~ )은 에스토니아의 전직 축구 선수로 현역 시절 포지션은 중앙 수비수였으며 FIFA 센추리클럽에 가입되어 있는 13명의 에스토니아 선수 가운데 한명으로 손꼽힌다.

## 선수 경력

### 클럽
2001년 FC 엘바 입단을 통해 프로에 입문한 후 2002년까지 31경기에서 11골을 뽑아내며 성공적인 데뷔 무대를 마쳤다. 이후 2002년 고향팀인 빌리안디 JK 툴레비크로 이적해 2003년까지 28경기를 뛰었고 2003년 FC 플로라 탈린으로 이적한 후 2005년까지 28경기를 뛰며 팀의 메이스트릴리가 2003 시즌 우승에 기여했다. 그리고 2004년부터 2005년까지 노르웨이 엘리테세리엔의  볼레렝가 포트볼로 임대 이적했으나 단 2경기 출장에 그쳤고 2005년 네덜란드 에레디비시의 헤라클레스 알멜로로 이적하여 2009년까지 95경기에서 4골을 뽑아내면서 네덜란드 무대 데뷔전을 성공리에 마쳤다. 이후 2009년 AZ 알크마르로 임대 이적하여 12경기를 뛴 후 같은 해 완전 이적을 확정지었다. 그리고 2012년까지 60경기를 뛰면서 팀의 2008-09 시즌 우승을 도왔다. 그 후 2012년 FC 아우크스부르크로 이적하며 무대를 독일 분데스리가로 옮겼고 2016년까지 125경기를 소화했으며 특히 대한민국 국가대표팀의 구자철, 지동원, 홍정호와도 한솥밥을 먹음으로서 한국의 분데스리가 팬들에게도 상당히 익숙한 선수로도 유명하다. 이후 2016년 잉글랜드 프리미어리그의 리버풀 FC로 이적하여 2018년까지 39경기를 뛰면서 2017-18 UEFA 챔피언스리그 준우승에 힘을 실어주기도 했다. 그리고 2018년 이후 이탈리아 세리에 A의 칼리아리 칼초로 이적하여 현재까지 28경기를 소화하고 있다.

### 국가대표팀
1999년부터 2006년까지 에스토니아의 연령대별 대표팀에서 21경기를 뛰었고 그 와중에 2003년 7월 3일 성인대표팀에 첫 발탁되어 리투아니아와의 2003년 발틱컵 1차전에서 국제 A매치 데뷔전을 치뤘고 팀은 이 경기에서 1-5로 대패했다. 이후 2010년 FIFA 월드컵 유럽 지역 예선, UEFA 유로 2012 예선 등 여러 국제 경기를 소화하였고 특히 유로 2012 예선에서 팀의 사상 첫 플레이오프 진출을 이끌었고 이후 2015년 3월 27일 홈에서 열린 스위스와의 UEFA 유로 2016 예선 E조 최종전에서 개인 통산 100번째 경기를 소화해내며 센추리클럽 가입을 이뤄냈으나 0-0으로 팽팽히 맞서던 후반 추가시간 4분이 지날 무렵 아쉬운 자책골을 기록하고 말았다. 그래도 2013년을 제외하고 2012년부터 2019년까지 7번의 '올해의 에스토니아 선수'에 선정되는 영예를 안았다.

## 사생활
라그나르 클라반의 아버지 진타르 클라반도 축구선수였으며, 에스토니아 대표팀에서 뛰었었다.
2011년 6월 10일, 그는 아내 릴리 오렐과 결혼하여 슬하 2남을 두었다.

## 같이 보기
- A매치 100경기 이상 출전한 축구 선수 명단